# Castellvell del Camp
Castellvell del Camp (spanisch Castellvell) ist eine Gemeinde im Süden Kataloniens mit 2.995 Einwohnern (Stand: 2024) und liegt in der Provinz Tarragona und der Comarca Baix Camp. 

## Lage
Castellvell del Camp liegt etwa 18 Kilometer westlich von Tarragona in einer Höhe von ca. 220 m.

## Bevölkerungsentwicklung
| Jahr      | 1970 | 1981 | 1991 | 2001 | 2011 | 2021 |
| Einwohner | 679  | 626  | 892  | 1201 | 2792 | 2873 |

## Sehenswürdigkeiten
- Vinzenzkirche (Esglesia de Sant Vicenç )
- Annenkapelle

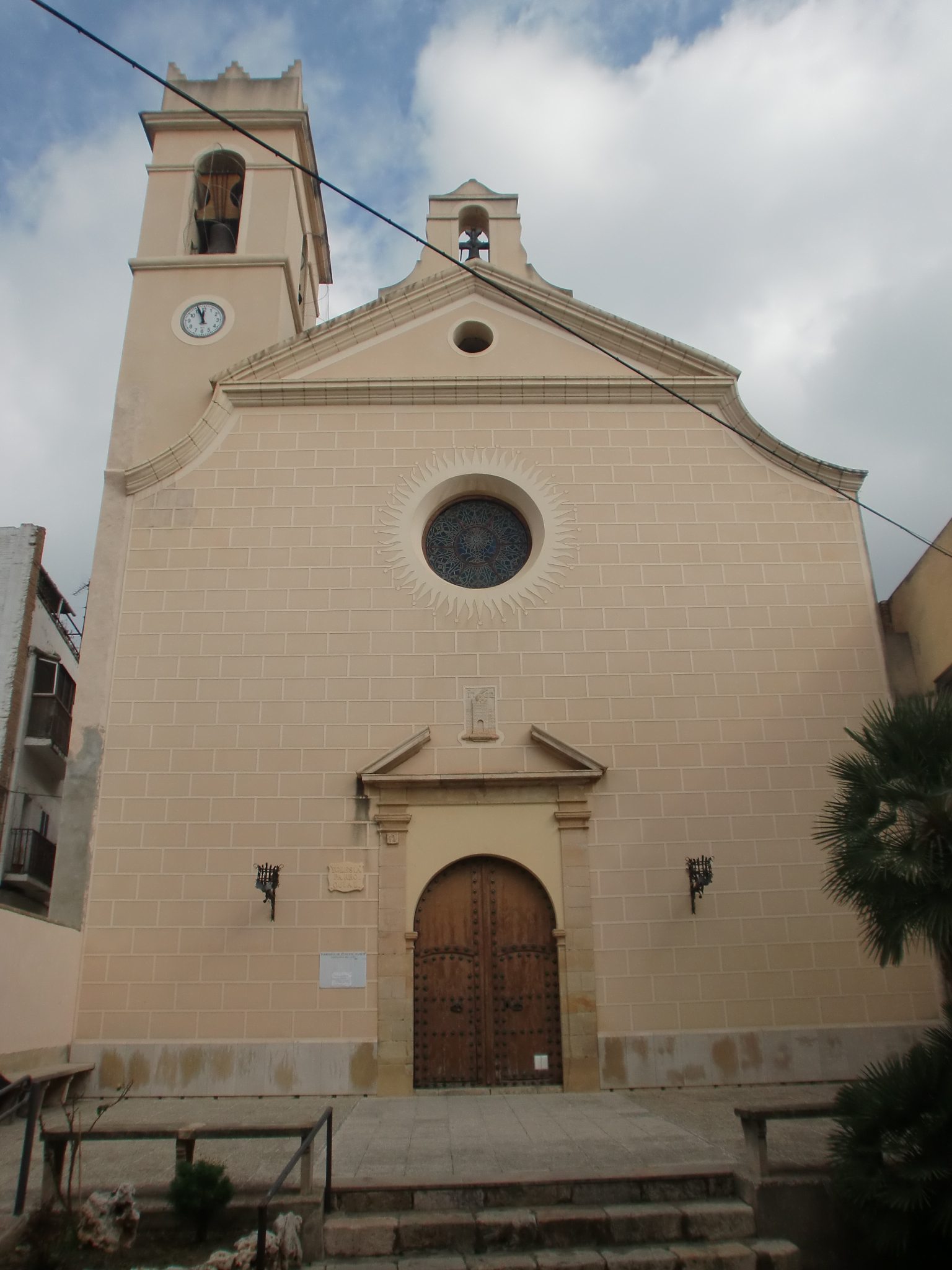
Vinzenzkirche
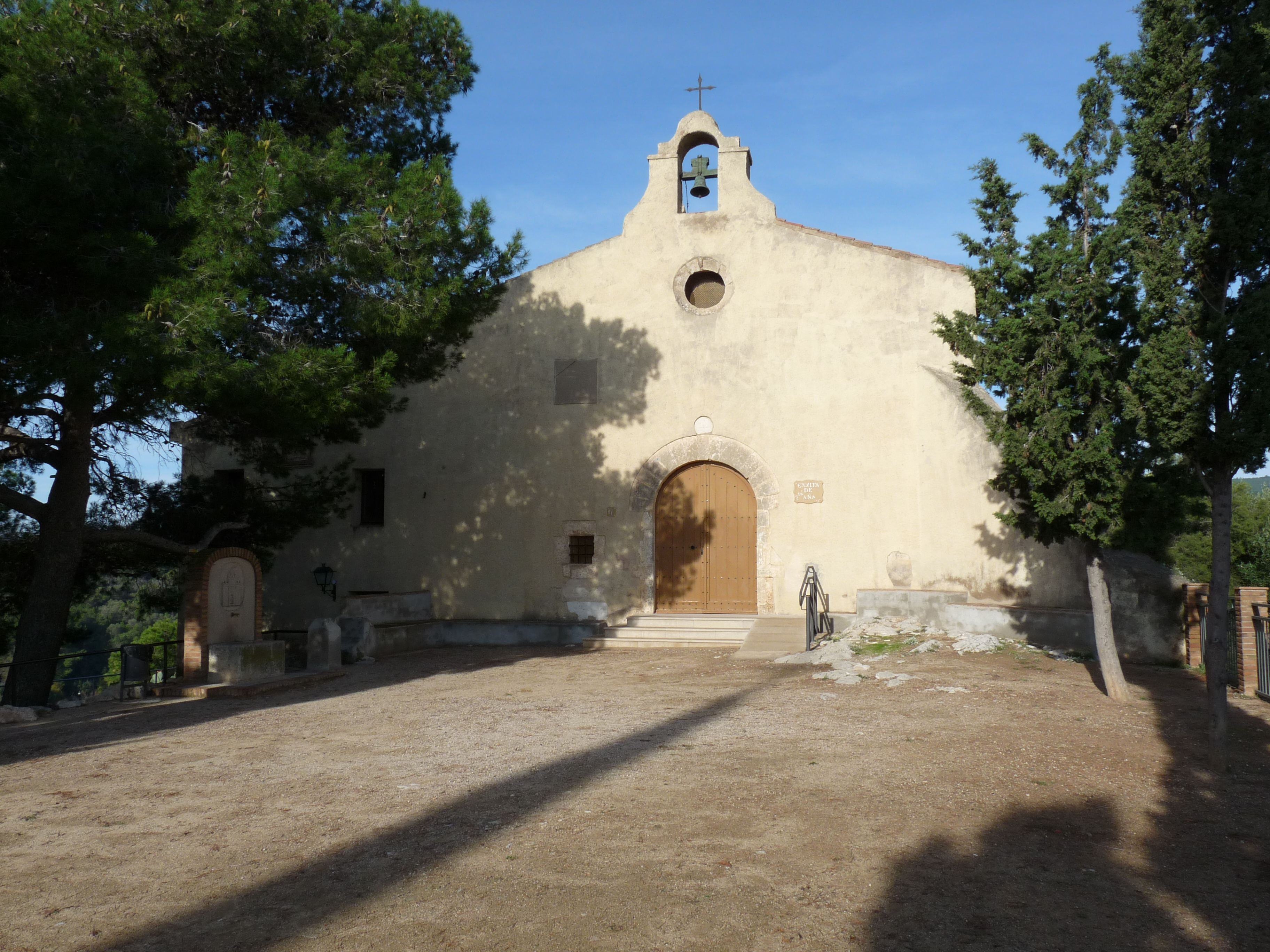
Annenkapelle
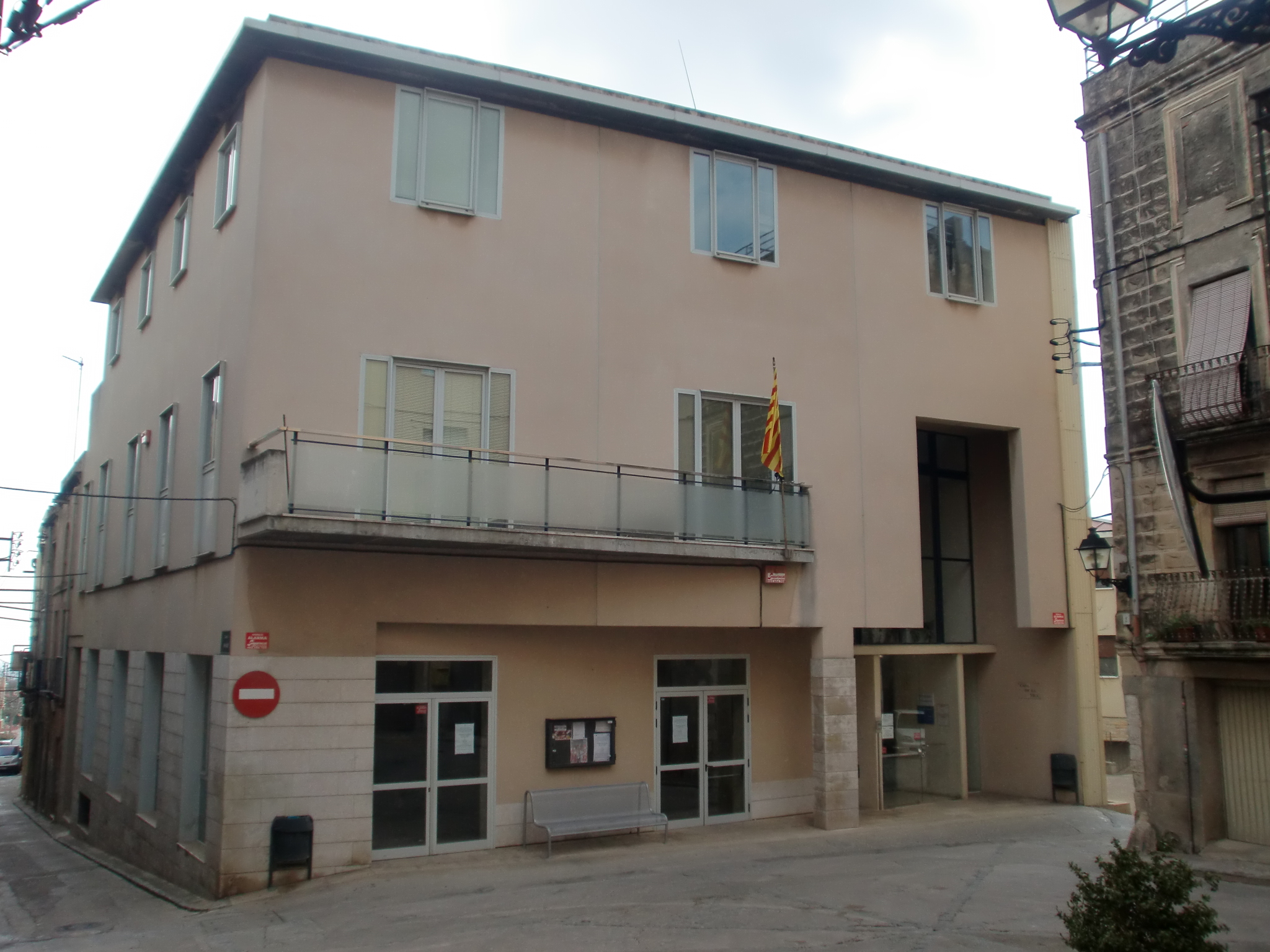
Rathaus